# Diocesi di Batouri
La diocesi di Batouri (in latino Dioecesis Baturiensis) è una sede della Chiesa cattolica in Camerun suffraganea dell'arcidiocesi di Bertoua. Nel 2022 contava 49.200 battezzati su 215.000 abitanti. È retta dal vescovo Marcellin-Marie Ndabnyemb.

## Territorio
La diocesi comprende il dipartimento di Kadey nella regione dell'Est in Camerun.
Sede vescovile è la città di Batouri, dove si trova la cattedrale di Nostra Signora (Notre-Dame).
Il territorio è suddiviso in 18 parrocchie.

## Storia
La diocesi è stata eretta il 3 febbraio 1994 con la bolla Quo aptius di papa Giovanni Paolo II, ricavandone il territorio dalla diocesi di Bertoua (oggi arcidiocesi).
Originariamente suffraganea dell'arcidiocesi di Yaoundé, l'11 novembre dello stesso anno è entrata a far parte della provincia ecclesiastica di Bertoua.

## Cronotassi dei vescovi
Si omettono i periodi di sede vacante non superiori ai 2 anni o non storicamente accertati.
- Roger Pirenne, C.I.C.M. † (3 febbraio 1994 - 3 giugno 1999 nominato arcivescovo di Bertoua)
- Samuel Kleda (23 ottobre 2000 - 3 novembre 2007 nominato arcivescovo coadiutore di Douala)
  - Sede vacante (2007-2009)
- Faustin Ambassa Ndjodo, C.I.C.M. (3 dicembre 2009 - 22 ottobre 2016 nominato arcivescovo di Garoua)
- Marcellin-Marie Ndabnyemb, dal 25 aprile 2018

## Statistiche
La diocesi nel 2022 su una popolazione di 215.000 persone contava 49.200 battezzati, corrispondenti al 22,9% del totale.
| anno | popolazione | popolazione | popolazione | presbiteri | presbiteri | presbiteri | presbiteri                | diaconi | religiosi | religiosi | parrocchie |
| anno | battezzati  | totale      | %           | numero     | secolari   | regolari   | battezzati per presbitero | diaconi | uomini    | donne     | parrocchie |
| ---- | ----------- | ----------- | ----------- | ---------- | ---------- | ---------- | ------------------------- | ------- | --------- | --------- | ---------- |
| 1999 | 38.872      | 177.444     | 21,9        | 11         | 6          | 5          | 3.533                     |         | 8         | 28        | 8          |
| 2000 | 37.800      | 177.444     | 21,3        | 11         | 5          | 6          | 3.436                     |         | 7         | 24        | 8          |
| 2001 | 40.000      | 184.540     | 21,7        | 12         | 5          | 7          | 3.333                     |         | 7         | 36        | 8          |
| 2002 | 40.000      | 184.540     | 21,7        | 14         | 8          | 6          | 2.857                     |         | 6         | 28        | 8          |
| 2003 | 40.000      | 184.444     | 21,7        | 15         | 9          | 6          | 2.666                     |         | 8         | 34        | 8          |
| 2004 | 40.000      | 184.540     | 21,7        | 16         | 11         | 5          | 2.500                     |         | 5         | 33        | 8          |
| 2006 | 44.256      | 185.000     | 23,9        | 22         | 19         | 3          | 2.011                     |         | 3         | 33        | 10         |
| 2012 | 44.409      | 231.000     | 19,2        | 26         | 22         | 4          | 1.708                     |         | 5         | 25        | 12         |
| 2015 | 46.899      | 215.000     | 21,8        | 28         | 22         | 6          | 1.674                     |         | 6         | 55        | 14         |
| 2018 | 48.469      | 213.929     | 22,7        | 35         | 28         | 7          | 1.384                     |         | 7         | 54        | 15         |
| 2020 | 50.850      | 224.530     | 22,6        | 34         | 31         | 3          | 1.495                     |         | 5         | 45        | 14         |
| 2022 | 49.200      | 215.000     | 22,9        | 39         | 33         | 6          | 1.261                     |         | 17        | 45        | 18         |